# Jean-Marie Gaëtan Ogez
Jean-Marie-Gaëtan Ogez (ur. 12 maja 1910 w Dunkierce, zm. 10 lipca 2000) – francuski duchowny rzymskokatolicki, biskup Mbarara (1956-1968).